# 冨家文穂 (小惑星)
冨家 文穂 (ふけ　ふみお、16723 Fumiofuke) は小惑星帯に位置する小惑星。埼玉県のアマチュア天文家、佐藤直人が1995年11月に秩父市で発見した。
2007年9月14日、宇宙航空研究開発機構（JAXA）が種子島宇宙センターから打ち上げた月周回衛星かぐや (SELENE)のエンジニア、冨家文穂（1949-2007）に因んで2010年11月に命名された。
月周回衛星かぐやのリレー衛星中継器(RSAT)によって、月の裏側の重力場が世界で初めて計測された。